# نرجس طنجي
النرجس الطنجي نوع نباتي يتبع جنس النرجس من الفصيلة النرجسية. ينمو النبات من بصلة شتوية مبكرة معمرة.

## الموئل والانتشار
يعد النرجس الطنجي متوطنًا في المغرب العربي.